# Hexoplon integrum
Hexoplon integrum là một loài bọ cánh cứng trong họ Cerambycidae.